# Егеријин итинераријум
Егеријин итинераријум (лат. Itinerarium Egeriae), познат и као Егеријина путовања један је од најстаријих документованих записа о путовањима хришћанским ходочасника, који су посећивали најважније дестинације ходочашћа у источном Медитерану. Итинераријум је написла Етерија или Егерија (лат. Aetheria ili Egeria) монахињаа (можда игуманија) једног манастира у северозападној Хиспанији или у Јужној Француској, између 381. и 384. године. У њему је описала своја путовања у света места (лат. Peregrinatio ad Loca Sancta).
Егерија се у својим записима обраћа „сестрама”, из самостана, тј. женама из њене духовне заједнице у завичају, што наводи на чињеницу да је највероватније била монахиња. Али је исто тако вероватно да Егерија термин „сестре” користи за обраћање и својим другим хришћанске познаницима, које су јој омогућили тако дуг и скуп пут. Такође из итинерара се сазнаје да поседује високо образовања, које указује и на то да је највероватније пореклом из средње или више (богатије) класе. Ово додатно потврђује и њен велико интересовање за објекте и споменика повезане са историјским наслеђем али и са хришћанском религијом. 

## Опис путовања
Егерија је путовала од Јерусалима до Синаја, потом натраг кроз земљу Гошен, даље до Невске горе и до Месопотамије. У повратку кретала се  преко Тарса и Халкедона до Цаиграда. У првом делу текста Егерија описује пут од приласка синајској гори до Цариграда. Успут је направила излете до Невске горе (у данашњем Јордану) и до мартирија Свете Текле. У другом делу текста детаљно је описано богослужење и обележавање празника из црквеног календара у Јерусалиму, мада је свој пут заправо и почела трогодишњим боравком у Јерусалиму и његовој околини. На повратку у Цариград планирала је да посети и Ефес.
Овај спис даје и детаљан приказ богослужења у Палестини у 4. века, што је важно за историју литургије. У време Егеријине посете литургијска  година је управо почињала.

## Откриће рукописа и његов значај
Текст овог записа откривен је тек 1884. у једном латинском рукопису из 11. века у италијанском граду Арецо. Централни део овог записа сачуван је и преписан у Аретинском кодексу (лат. Codex Aretinus), у Монте Касину између 9. и 12. века, док су почетак и крај текста изгубљени. Аретински кодекс је 1884. открио италијански филолог Gian Francesco Gamurrini, који је рукопис пронашао у самостанској библиотеци у Арецу.
Њени записи су нарочито важна зато што указују на то да се у 4. веку развила универзална литургијска пракса, нпр. у погледу коризме, цветнице и страсне недеље. У то доба обележавање Исусова рођења 25. децембра још није било опште прихваћено.
Са језичке стране, путовање Егеријино пружа важне информације о развоју граматике и речника вулгарног латинитета. На пример, изрази као што су  (лат. deductores sancti − „свети водичи”) помажу да се осветли настанак одређеног члана у романским језицима. Слично томе, употреба заменице „ipsam” у изразу као што је  лат. per mediam vallem ipsam − „посред саме долине” антиципира развој одређеног члана који се данас среће у сардинском језику.
Садржај дела по поглављима

| - Приступ планини Синај (Поглавља I до II) - Успон на планину Синај (III) - Хореб (IV.1-4) - Пенце за паљење (IV.5 до IV.8) - Одредишта у долини и повратак у Фаран (V) - Фараниста Клисмаан (VI) - Од Клисме до града Арабије (VII) - Рамсес (VIII) - Богојављење у арапском граду. Повратак у Јерусалим (IX) - Посета долини Јордана (X-XI) - Моунт Небо (XII) - Посета Ауситису (XIII) - Град Мелцхизедек (XIV) - Аинон (XV)) - Град Илија, Керитинпуро (XV) - Јобова гробница. Повратак у Јерусалим (XVI) | - Путовање у Месопотамију (XVII) - Од Антиохије до Мезопотамије. Прелазак преко реке Еуфрат (XVIII) - Едеса (XIX.1 до XIX.7) - Приступ Прича о краљу Абгару (XIX.8 - XIX.19) - Хараи (Харан) (XX) - Повратак у Антиохију (XXI) - Од Антиохије до Тарза (XXII) - Посета цркви Текла . Повратак у Цариград (XIII) - Јерусалим: Свакодневно богослужење (XXIV-XXV) - Јерусалим: Недељне службе (XXV) - Јерусалим: Богојављење (XXV-XXVI) - Јерусалем: Лент (XXVII-XXIX.1) - Јерусалим: Велика недеља и Ускрс (XXIX.2–XLII) - Јерусалим: Духова (XLIII–XLIV) - Јерусалим: крштење (XLV–XLVII) - Јерусалим: Годишњица оснивања цркава (XLVIII–XLIX) |